# Норвежка гора (роман)
„Норвежка гора“ (ノルウェイの森 Noruwei no Mori) е роман от 1987 г. от японския писател Харуки Мураками. Романът е носталгична история за загубата и процъфтяващата сексуалност. Написан е в перспектива от първо лице от Тору Уатанабе, който си спомня за дните си като студент в Токио. Чрез спомените му читателите виждат как той развива връзки с две различни жени – красивата, но емоционално обезпокоена Наоко и дружелюбната и изпълнена с живот Мидори.
Действието се развива в Токио в края на 60-те години на XX век във време, когато японските студенти протестират срещу установения ред. Макар да служи като фон, върху който се разкриват събитията от романа, Мураками (през очите на Уатанабе и Мидори) представя студентското движение като, до голяма степен, слабо волево и лицемерно.